# Tecniche di conservazione antropotomiche
Le tecniche di conservazione antropotomiche sono delle metodologie adottate per la conservazione nel tempo di tessuti e organi umani per fini accademici di studio anatomico.

## Iniezione
La tecnica dell'iniezione fu utilizzata inizialmente da Galeno e Stephanus che soffiavano dell'aria all'interno dei vasi cerebrali per seguirne l'andamento. Tuttavia fu Jan Swammerdam nel 1666 il primo ad utilizzare iniezioni permanenti con l'impiego della cera per rendere più facilmente visibile i vasi sanguigni. Uno dei suoi più celebri preparati fu un utero iniettato con cera rossa e giallo conservato a secco. 
Le iniezioni si differenziano per tipologia: evacuative, conservatrici, a corrosione, ad aria, a caldo grossolane, microscopiche e fini, iniezioni a freddo e a mercurio. 
Una "ricetta" viene descritta da Dubini nel suo Trattato di Antropotomia del 1837:"Cera 1 parte, olio di noce da 2 a 2 parti 1/2: fondi a fuoco lento ed aggiungi vermiglione per le arterie, bleu di Prussia, o nero di fumo per le vene, ridotti in sottilissima polvere e sciolti antecedentemente in poche essenza di trementina. La quantità di queste essenze coloranti sarà determinata dalla vivacità del colorito che vogliamo compartire alla materia"
Successivamente si abbandonò l'uso della trementina nel composto perché si rivelò essere "ingrediente che concilia la massa di iniezione un aspetto vischioso, attaccaticcio e che riesce poi onninamente superfluo" come indica Dubini sempre nel suo Trattato di Antropotomia.

## Preparazione a secco
Gli elementi che dovevano essere preparati a secco venivano inizialmente trattate con il corrosivo poi ricoperte con colori a olio e per concludere venivano trattati con una vernice trasparente realizzata con alcol ed essenza per conferire un aspetto lucido.
Dubini per realizzare dei preparati che si avvicinassero di più all'anatomia umana fece esaminare i visceri da un pittore per ottenere indicazioni sui giusti colori da impiegare per ogni organo, come ad esempio per avvicinarsi alla tonalità del fegato era necessario impiegare "rossetto di Germania, nero di fumo o avorio, poca lacca rossa, e pochissima quantità di cinabro della China"

## Conservazione delle materie organiche nei liquidi
Questo metodo è noto in quanto cambiò la ricerca in campo medico, perché permise di conservare le parti di tessuto in condizioni simili a quelle naturali. 
Il primo a scoprire questa tecnica di conservazione fu lo studioso inglese Robert Boyle.
In molti casi, per l'immersione dei tessuti si è usato alcol a diversi gradi di concentrazione. Quando le parti organiche perdevano il loro colore naturale si aggiungeva del sale al composto e per evitare l'evaporazione del composto si disponeva una vescica di maiale ammorbidita in acqua sull'apertura del vaso.